# Camp Nou
Spotify Camp Nou (în traducere din catalană, Spotify Camp Nou) este un stadion de fotbal situat în Barcelona, Spania. Denumirea provine din limba catalană, însemnând „teren (câmp) nou”. Cu o capacitate de 99 354 de locuri, este cel mai mare stadion de fotbal din Europa. Pe acest stadion își dispută meciurile de pe teren propriu echipa  FC Barcelona. Este cunoscut ca fiind unul dintre cele mai mari, și cu una dintre cele mai electrizante atmosfere din lume. Numele său oficial —Estadi del Futbol Club Barcelona— se traduce Stadionul FC Barcelona, deși este cunoscut mai ales sub numele Camp Nou de către fanii din întreaga lume. În prezent este în curs de renovare și, cu o capacitate planificată de 105.000 de locuri, va fi stadionul cu cea mai mare capacitate din Spania și Europa și al doilea cel mai mare stadion de fotbal din lume.